# Pendé
För andra betydelser, se Pendé (olika betydelser).
Pendé är en kommun i departementet Somme i regionen Hauts-de-France i norra Frankrike. Kommunen ligger i kantonen Saint-Valery-sur-Somme som tillhör arrondissementet Abbeville. År 2022 hade Pendé 1 035 invånare.

## Befolkningsutveckling
Antalet invånare i kommunen Pendé
| Referens: INSEE |